# Jaro Procházka
Jaroslav „Jaro“ Procházka (22. dubna 1886 Praha – 30. září 1949 Praha) byl český malíř, především měst a krajin.

## Život
Narodil se v Praze v rodině rukavičkářského pomocníka Luďka Procházky a jeho ženy Eleonory Zakotzké. Studoval na pražské Uměleckoprůmyslové škole u prof. Jakesche (1900–1904). Rovněž soukromě studoval u Aloise Kalvody. Po studiích v roku 1905 po prvé vystavoval v Krasoumné Jednotě, kde byly přijaty jeho první grafiky. Pravidelně se účastnil jarních výstav v Krasoumné Jednotě. Začal studovat na Akademii výtvarných umění. Jeho studia však přerušila první světová válka, kterou prožil jako plukovní malíř.
V roce 1911 se oženil s Barborou Jousovou.
Jeho tvorbu ovlivnil celoživotní příklon k impresionismu, který však v jeho podání obsahuje prvky romantismu. Dokázal zpodobnit náladu městských zákoutí a uliček, ceněny jsou i jeho krajiny. Velký význam měly pro něj studijní cesty do Paříže a dále do Belgie a Holandska. Obrazy belgických měst, hlavně město Bruggy a krajiny z belgického a holandského pobytu na začátku 30. let 20. století, lze považovat za vrchol jeho tvorby. Právě za soubor obrazů evropských měst byl v roce 1931 vyznamenán Výroční cenou Akademie výtvarných umění a věd.
Jaro Procházka vystavoval svá díla na mnoha samostatných a společných výstavách v Čechách i v zahraničí, například Paříži, Oslu a Kodani. Byl členem Jednoty umělců výtvarných v Praze, později dokonce jejím jednatelem a výstavním komisařem. Největší výstavu měl roku 1936, k příležitosti padesátin, v J. U. V. ve Voršilské ulici v Praze (160 olejomaleb, studií, kreseb a grafik). Poměrně kriticky se o této výstavě vyjádřil J. R. Marek v Národních listech.

## Galerie

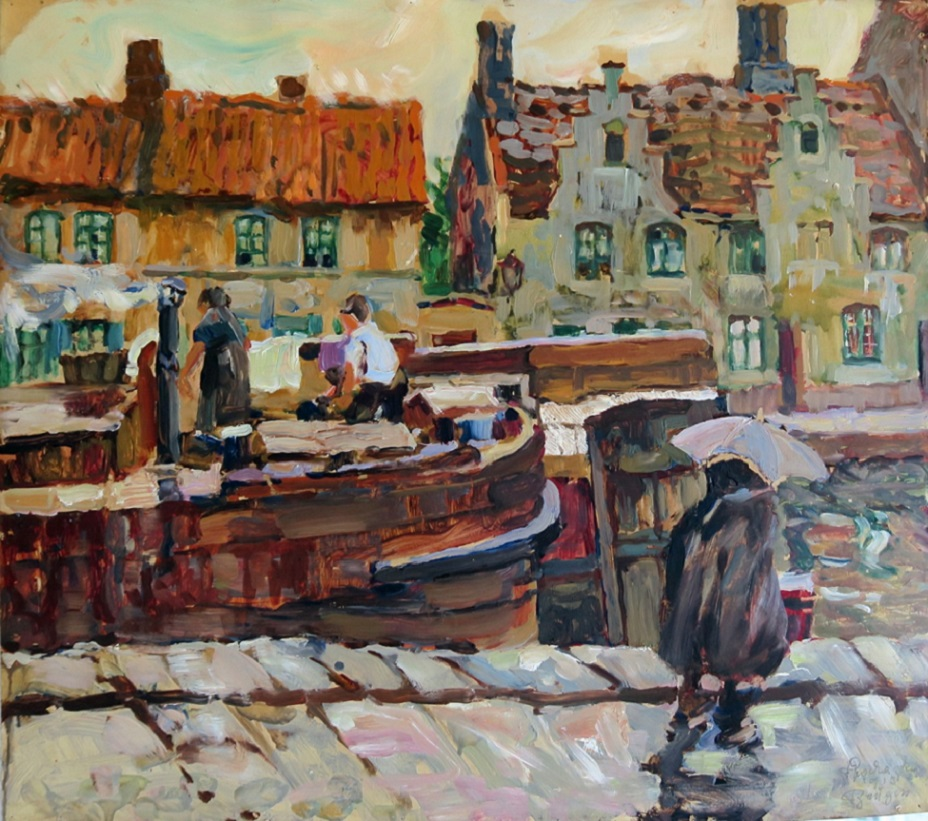
Jaro Procházka Bruggy (1913)
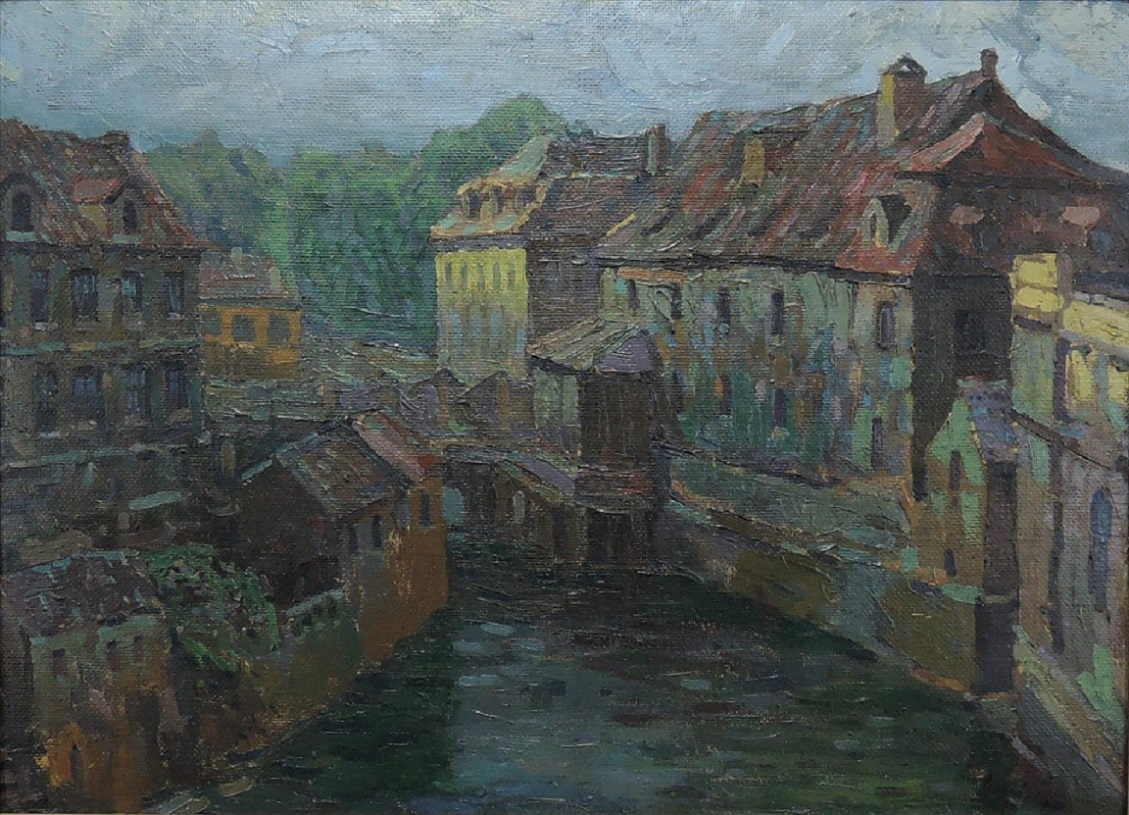
Jaro Procházka Čertovka
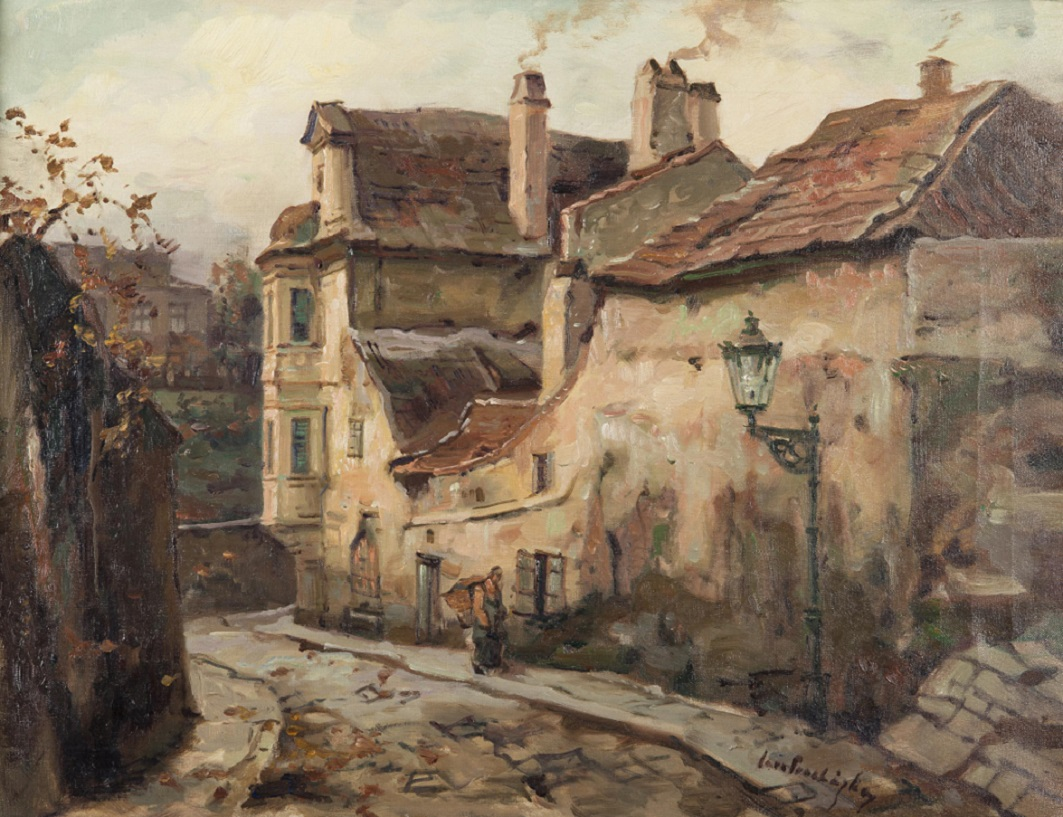
Jaro Procházka Nový Svět
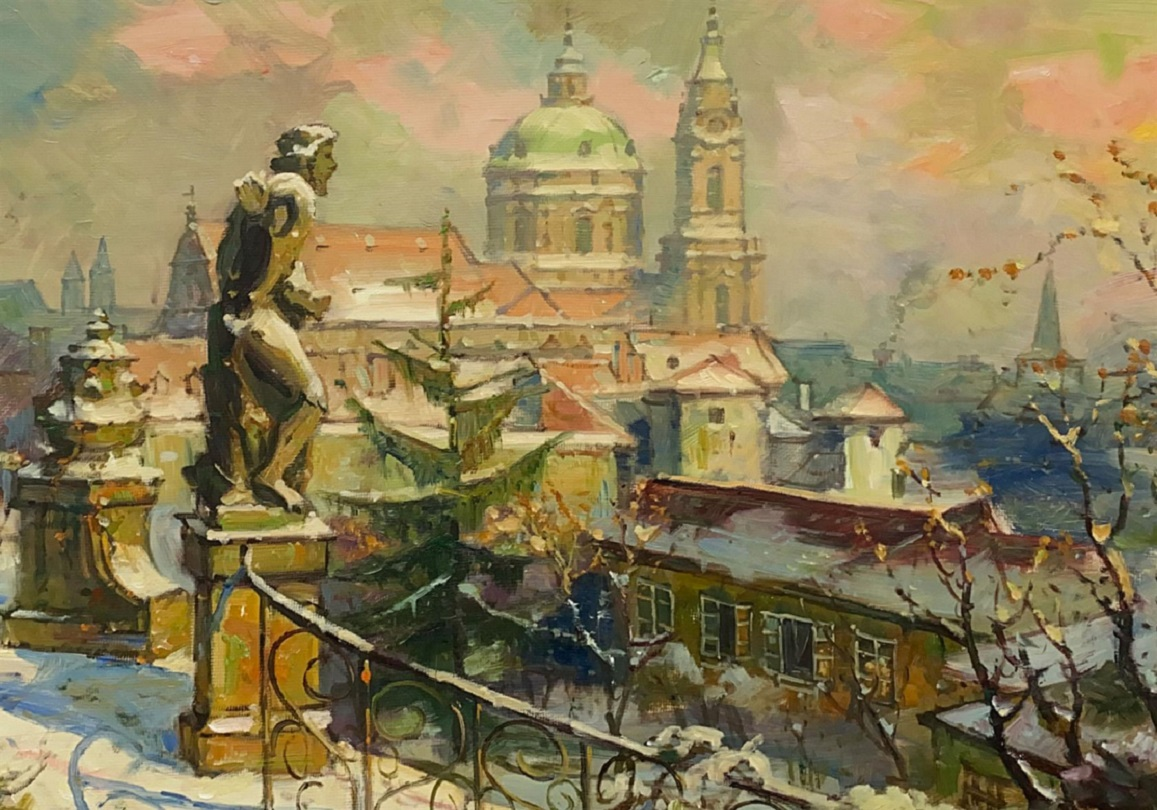
Jaro Procházka Chrám sv. Mikuláše
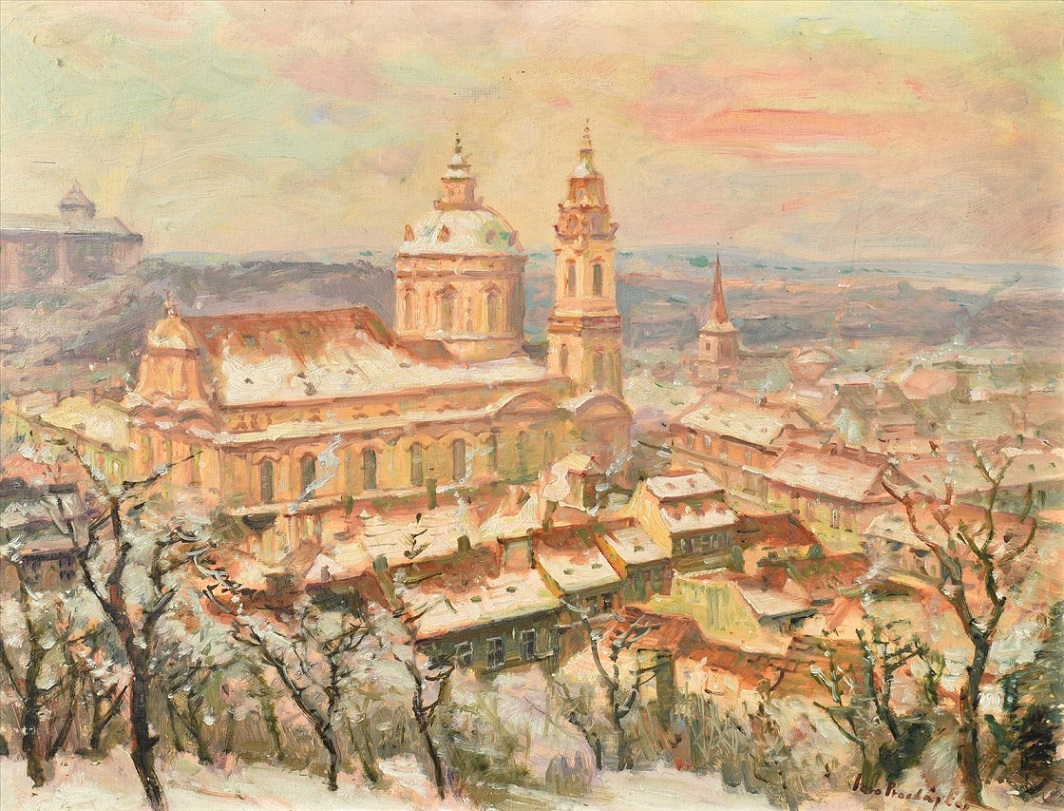
Jaro Procházka Sv. Mikuláš v zimě
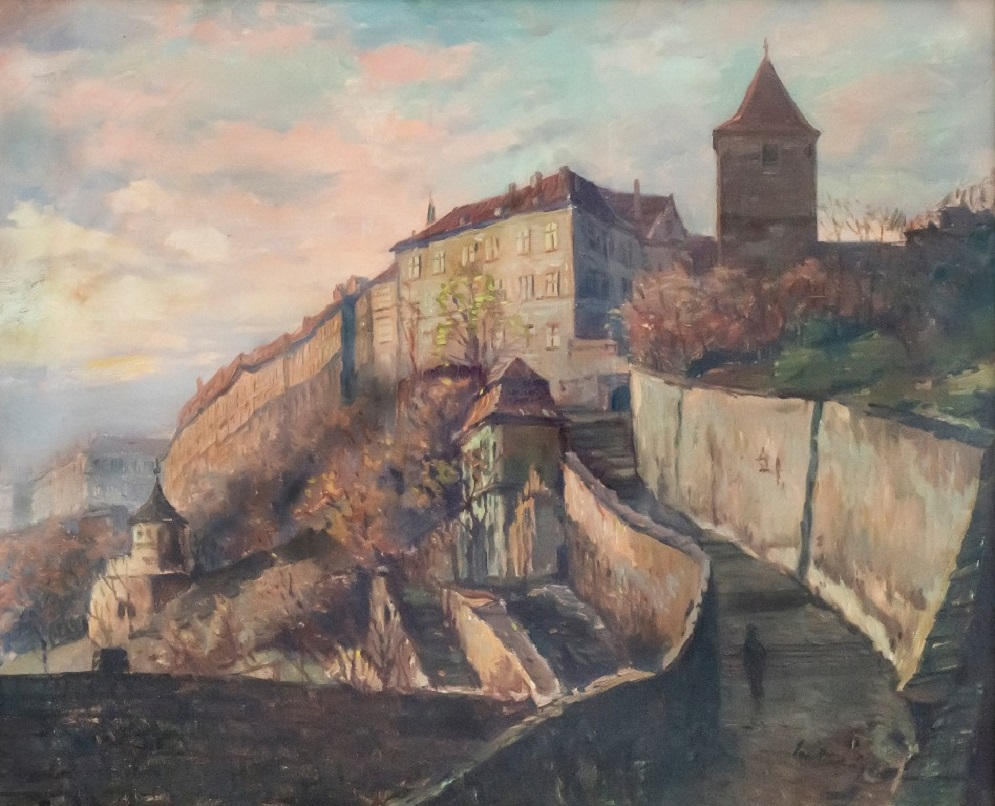
Jaro Procházka Staré zámecké schody
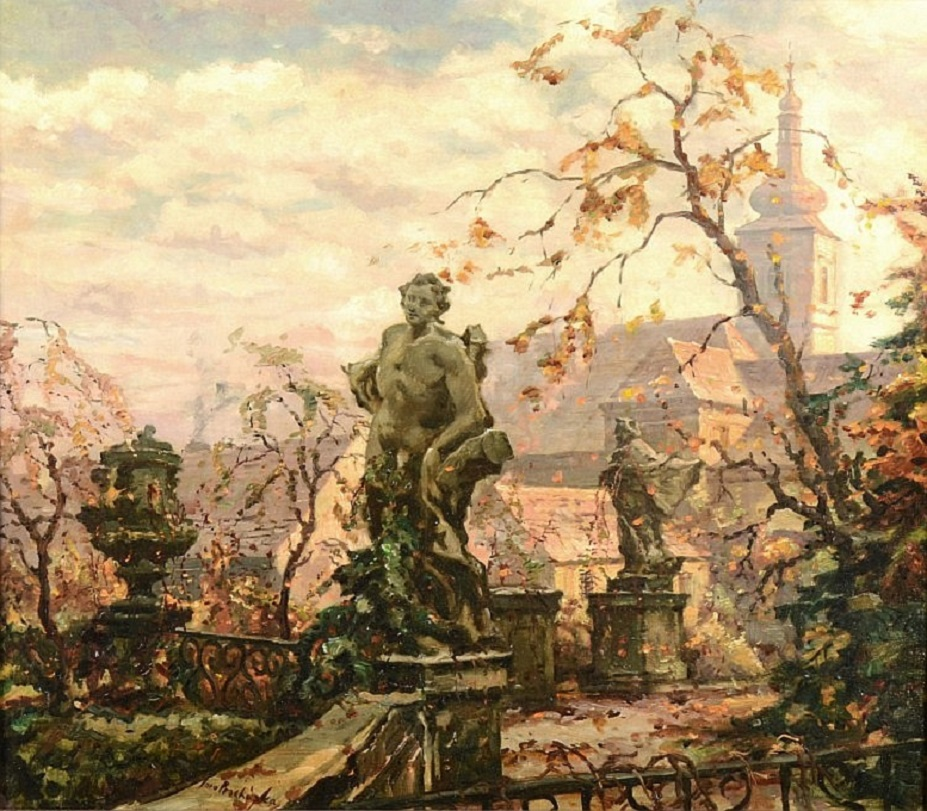
Jaro Procházka Barokní zahrady
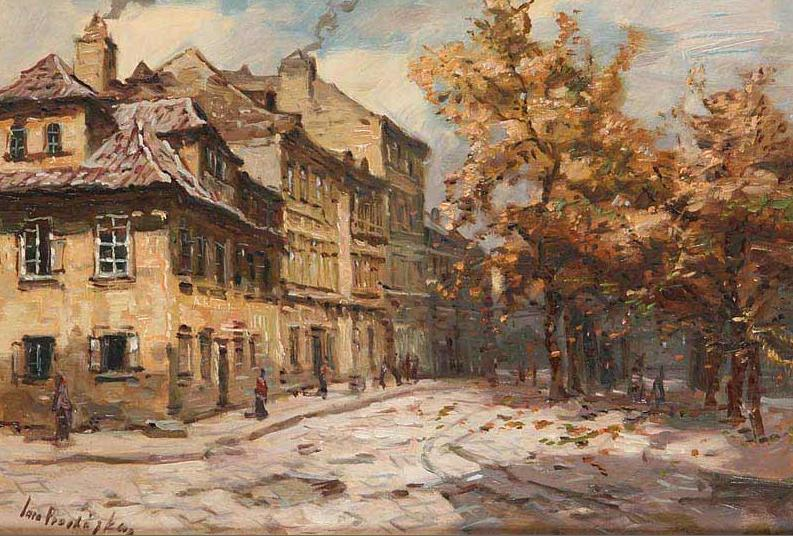
Jaro Procházka Staropražský motiv
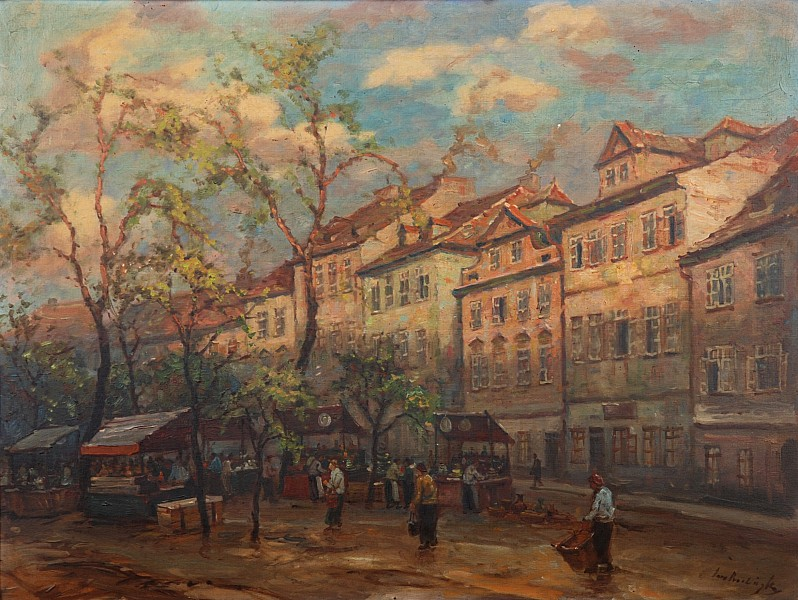
Jaro Procházka Kampa
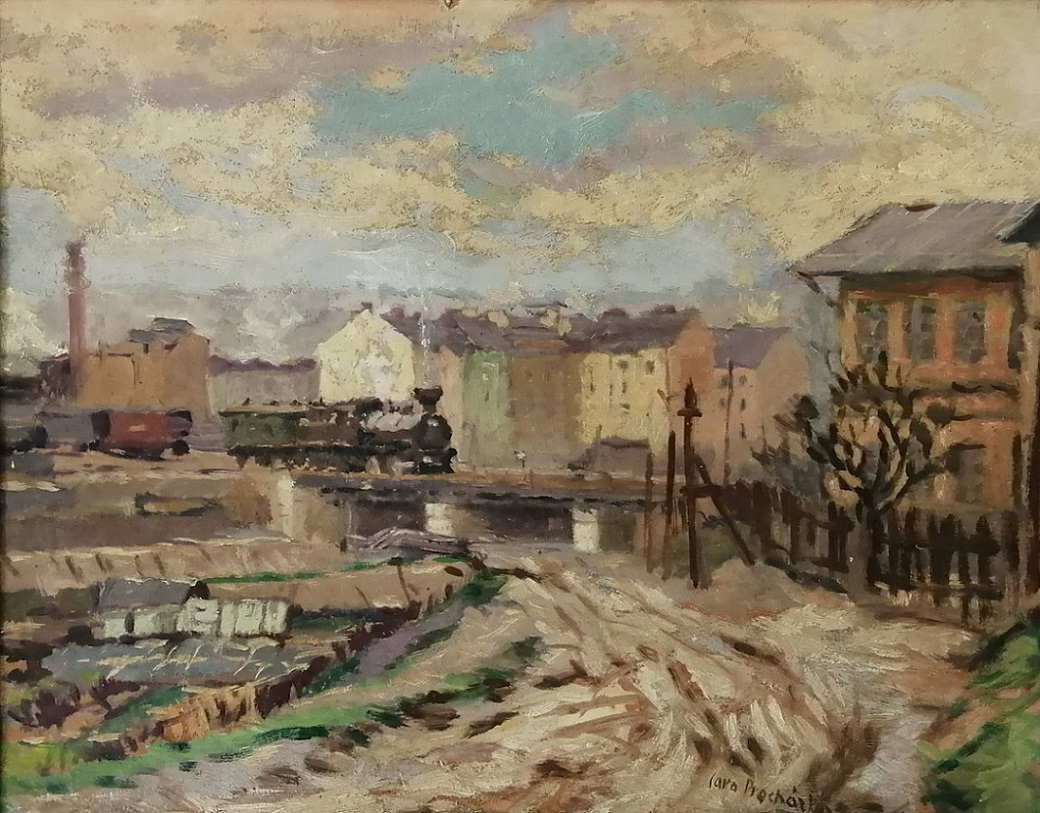
Jaro Procházka Staré Vršovice
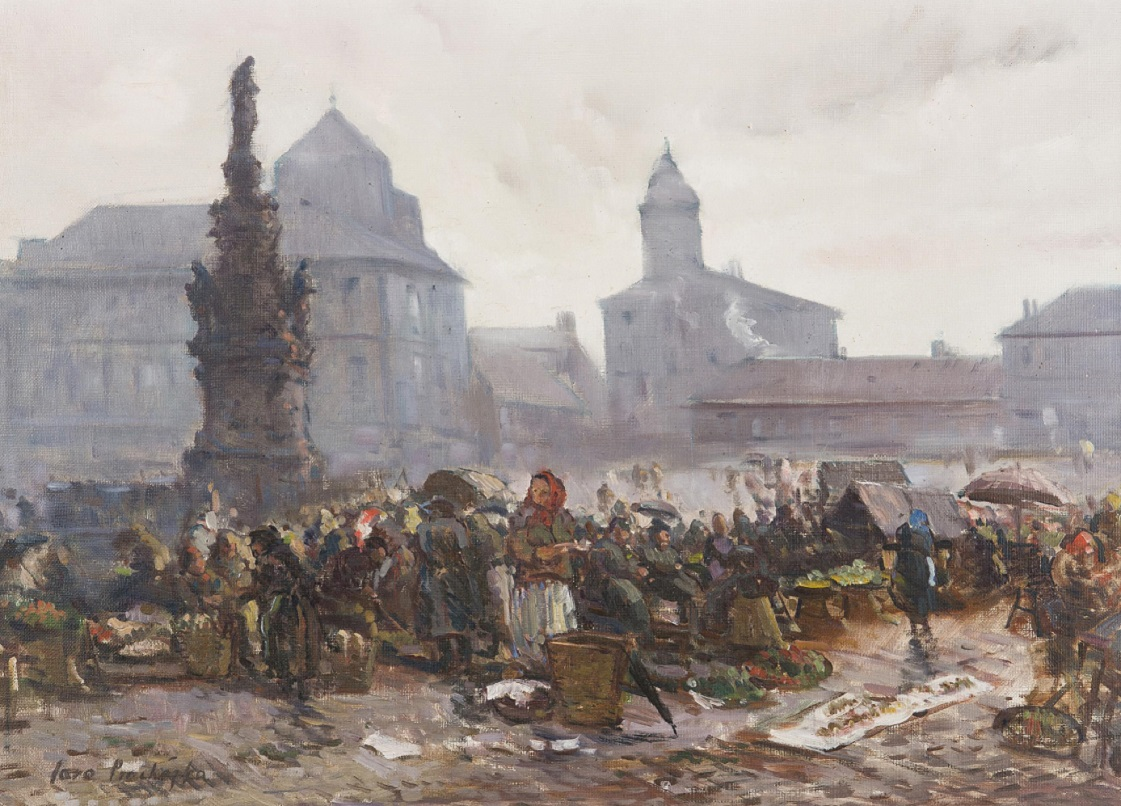
Jaro Procházka Kladenské tržiště
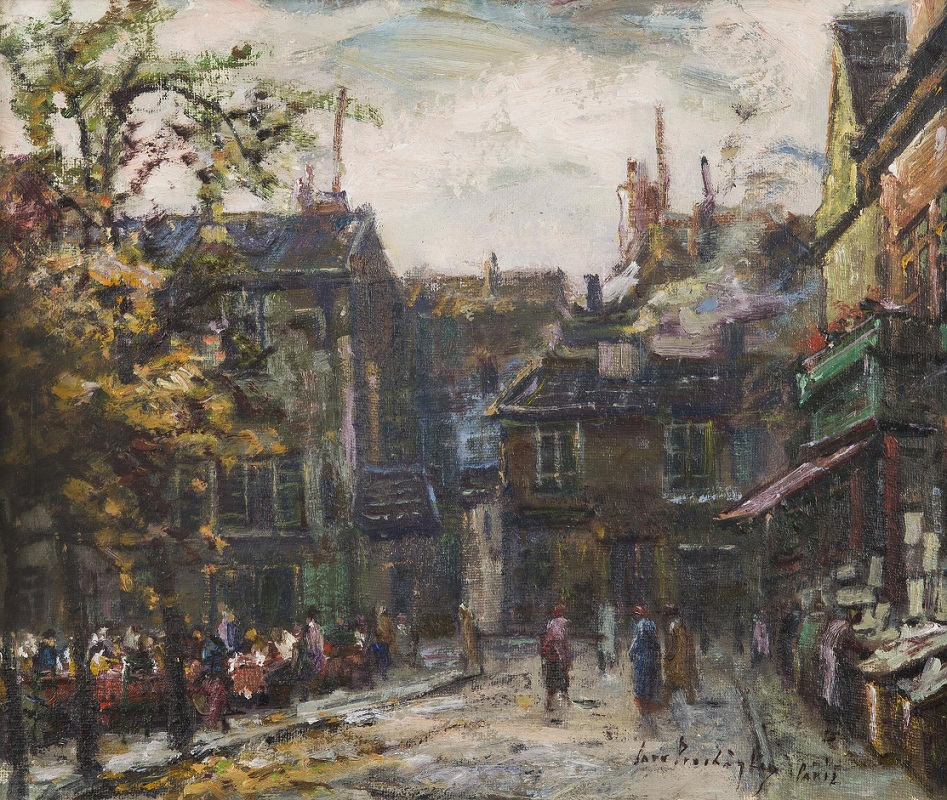
Jaro Procházka Paříž
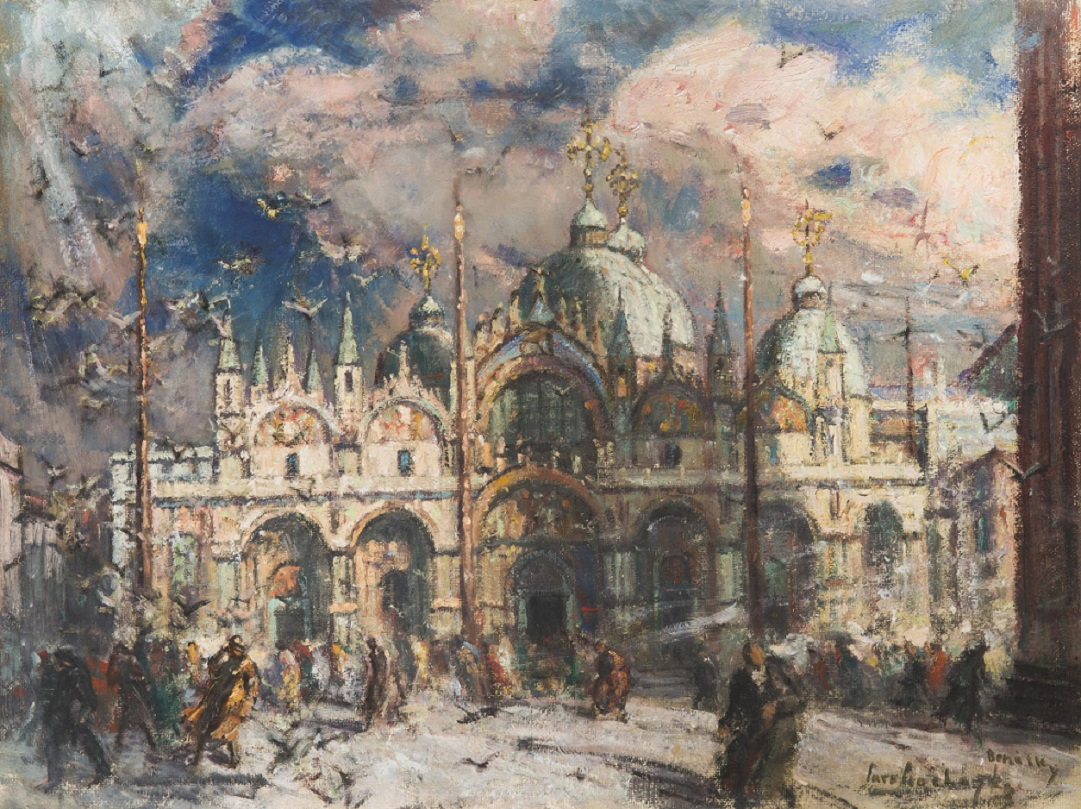
Jaro Procházka San Marco v Benátkách
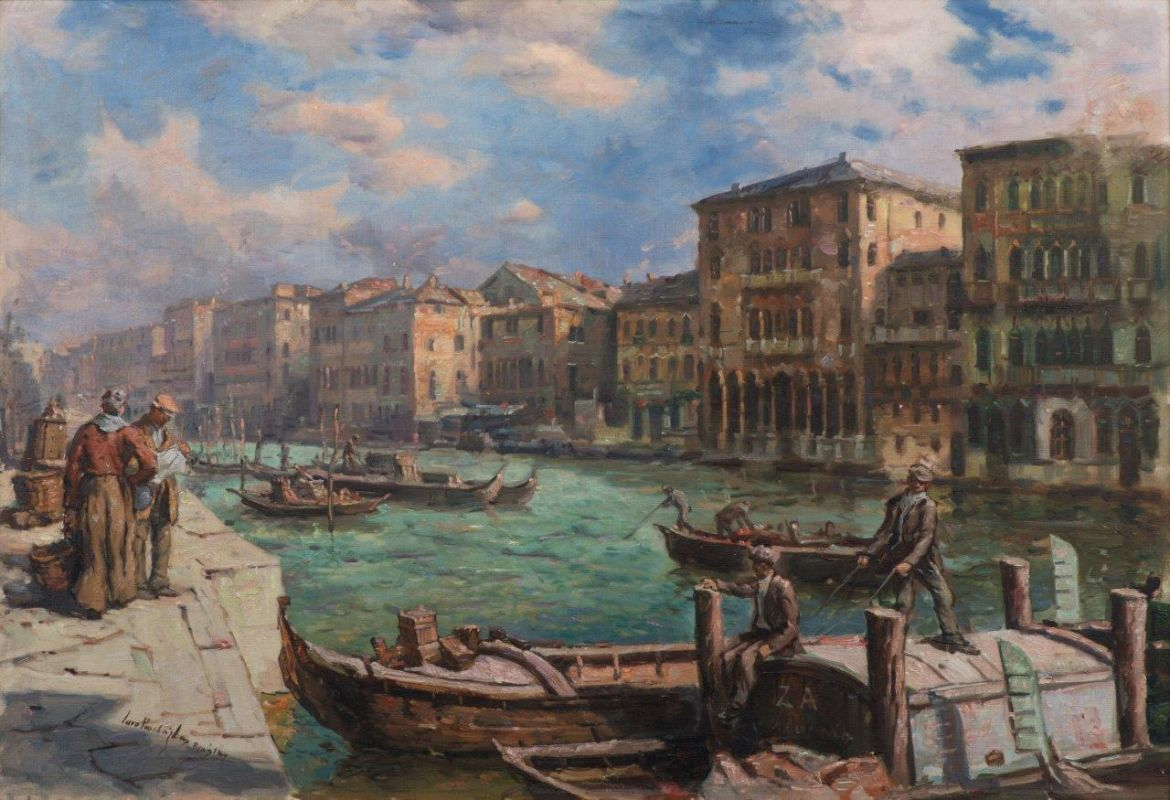
Jaro Procházka Benátky